# Puchar Świata w narciarstwie alpejskim mężczyzn 1975/1976
Puchar Świata w narciarstwie alpejskim mężczyzn sezon 1975/1976 to 10 edycja tej imprezy. Cykl ten rozpoczął się we francuskim Val d’Isère 5 grudnia 1975 roku, a zakończył 18 marca 1976 roku w kanadyjskim Mont-Sainte-Anne. Była to pierwsza edycja PŚ, w której wprowadzono klasyfikację zawodów w kombinacji.

## Podium zawodów

### indywidualnie
| Lp.                                              | Data             | Miejsce                | Konkurencja | Zwycięzca          | 2. miejsce       | 3. miejsce           |
| 1.                                               | 5 grudnia 1975   | Val d’Isère            | gigant      | Gustav Thöni       | Ingemar Stenmark | Piero Gros           |
| 2.                                               | 7 grudnia 1975   | Val d’Isère            | zjazd       | Ken Read           | Herbert Plank    | Bernhard Russi       |
| 3.                                               | 12 grudnia 1975  | Madonna di Campiglio   | zjazd       | Franz Klammer      | Philippe Roux    | Erik Håker           |
| 4.                                               | 14 grudnia 1975  | Madonna di Campiglio   | gigant      | Engelhard Pargätzi | Ernst Good       | Piero Gros           |
| 5.                                               | 15 grudnia 1975  | Vipiteno               | slalom      | Ingemar Stenmark   | Hans Hinterseer  | Piero Gros           |
| 6.                                               | 20 grudnia 1975  | Schladming             | zjazd       | Dave Irwin         | Klaus Eberhard   | Herbert Plank        |
| 7.                                               | 21 grudnia 1975  | Schladming             | slalom      | Hans Hinterseer    | Ingemar Stenmark | Piero Gros           |
| 8.                                               | 5 stycznia 1976  | Garmisch-Partenkirchen | slalom      | Fausto Radici      | Piero Gros       | Ingemar Stenmark     |
| 9.                                               | 9 stycznia 1976  | Garmisch-Partenkirchen | kombinacja  | Walter Tresch      | Piero Gros       | Gustav Thöni         |
| 10.                                              | 9 stycznia 1976  | Wengen                 | zjazd       | Herbert Plank      | Franz Klammer    | Bernhard Russi       |
| 11.                                              | 10 stycznia 1976 | Wengen                 | zjazd       | Franz Klammer      | Philippe Roux    | Jim Hunter           |
| 12.                                              | 11 stycznia 1976 | Wengen                 | slalom      | Ingemar Stenmark   | Piero Gros       | Christian Neureuther |
| 13.                                              | 11 stycznia 1976 | Wengen                 | kombinacja  | Franz Klammer      | Gustav Thöni     | Walter Tresch        |
| 14.                                              | 12 stycznia 1976 | Adelboden              | gigant      | Gustav Thöni       | Ingemar Stenmark | Engelhard Pargätzi   |
| 15.                                              | 17 stycznia 1976 | Morzine                | zjazd       | Franz Klammer      | Bernhard Russi   | Anton Steiner        |
| 16.                                              | 18 stycznia 1976 | Morzine                | gigant      | Franco Bieler      | Piero Gros       | Ingemar Stenmark     |
| 17.                                              | 24 stycznia 1976 | Kitzbühel              | slalom      | Ingemar Stenmark   | Gustav Thöni     | Piero Gros           |
| 18.                                              | 25 stycznia 1976 | Kitzbühel              | zjazd       | Franz Klammer      | Erik Håker       | Josef Walcher        |
| 19.                                              | 25 stycznia 1976 | Kitzbühel              | kombinacja  | Walter Tresch      | Jim Hunter       | Gustav Thöni         |
| 20.                                              | 27 stycznia 1976 | Zwiesel                | gigant      | Ingemar Stenmark   | Gustav Thöni     | Hans Hinterseer      |
| 12. Zimowe Igrzyska Olimpijskie 1976 – Innsbruck |                  |                        |             |                    |                  |                      |
| 21.                                              | 5 marca 1976     | Copper Mountain        | gigant      | Greg Jones         | Phil Mahre       | Engelhard Pargätzi   |
| 22.                                              | 7 marca 1976     | Copper Mountain        | slalom      | Ingemar Stenmark   | Steve Mahre      | Gustav Thöni         |
| 23.                                              | 12 marca 1976    | Aspen                  | zjazd       | Franz Klammer      | René Berthod     | Ernst Winkler        |
| 24.                                              | 14 marca 1976    | Aspen                  | slalom      | Ingemar Stenmark   | Phil Mahre       | Gustav Thöni         |
| 25.                                              | 18 marca 1976    | Mont-Sainte-Anne       | gigant      | Heini Hemmi        | Piero Gros       | Ernst Good           |

## Końcowa klasyfikacja generalna
| Miejsce | Zawodnik           | Punkty |
| ------- | ------------------ | ------ |
| 1.      | Ingemar Stenmark   | 249    |
| 2.      | Piero Gros         | 205    |
| 3.      | Gustav Thöni       | 190    |
| 4.      | Franz Klammer      | 181    |
| 5.      | Walter Tresch      | 98     |
| 5.      | Hans Hinterseer    | 98     |
| 7.      | Herbert Plank      | 77     |
| 8.      | Bernhard Russi     | 72     |
| 9.      | Philippe Roux      | 71     |
| 10.     | Engelhard Pargätzi | 67     |

### Zjazd (po 8 z 8 konkurencji)
| Miejsce | Zawodnik       | Punkty |
| ------- | -------------- | ------ |
| 1.      | Franz Klammer  | 125    |
| 2.      | Herbert Plank  | 77     |
| 3.      | Bernhard Russi | 66     |
| 4.      | Philippe Roux  | 63     |
| 5.      | Dave Irwin     | 47     |

### Slalom gigant (po 8 z 8 konkurencji)
| Miejsce | Zawodnik           | Punkty |
| ------- | ------------------ | ------ |
| 1.      | Ingemar Stenmark   | 88     |
| 2.      | Gustav Thöni       | 82     |
| 3.      | Piero Gros         | 78     |
| 4.      | Engelhard Pargätzi | 67     |
| 5.      | Ernst Good         | 56     |

### Slalom (po 6 z 6 konkurencji)
| Miejsce | Zawodnik         | Punkty |
| ------- | ---------------- | ------ |
| 1.      | Ingemar Stenmark | 125    |
| 2.      | Piero Gros       | 85     |
| 3.      | Hans Hinterseer  | 58     |
| 3.      | Gustav Thöni     | 58     |
| 5.      | Fausto Radici    | 52     |

### Kombinacja (po 3 z 3 konkurencji)
| Miejsce | Zawodnik      | Punkty |
| ------- | ------------- | ------ |
| 1.      | Walter Tresch | 65     |
| 2.      | Gustav Thöni  | 50     |
| 3.      | Jim Hunter    | 29     |
| 4.      | Franz Klammer | 25     |
| 5.      | Anton Steiner | 22     |

### Drużynowo
| Miejsce | Kraj       | Punkty |
| ------- | ---------- | ------ |
| 1.      | Włochy     | 649    |
| 2.      | Austria    | 523    |
| 3.      | Szwajcaria | 464    |
| 4.      | Szwecja    | 251    |
| 5.      | Kanada     | 165    |